# Psilacrum flavitibiale
Psilacrum flavitibiale är en tvåvingeart som beskrevs av Ismay 1986. Psilacrum flavitibiale ingår i släktet Psilacrum och familjen fritflugor. Inga underarter finns listade i Catalogue of Life.